# Kamuthi
Kamuthi is een panchayatdorp in het district Ramanathapuram van de Indiase staat Tamil Nadu. In de nabijheid ligt de reusachtige energiecentrale Kamuthi Solar Power Project met zijn 10 km2 zonnepanelen. 

## Demografie
Volgens de Indiase volkstelling van 2001 wonen er 13.135 mensen in Kamuthi, waarvan 48% mannelijk en 52% vrouwelijk is. De plaats heeft een alfabetiseringsgraad van 75%. 